# Dudkîn Hai, Novi Sanjarî
Dudkîn Hai (în ucraineană Дудкин Гай) este un sat în comuna Kruta Balka din raionul Novi Sanjarî, regiunea Poltava, Ucraina.

## Demografie
Componența lingvistică a localității Dudkîn Hai
     Ucraineană (97,56%)
     Rusă (2,03%)
     Alte limbi (0,41%)
Conform recensământului din 2001, majoritatea populației localității Dudkîn Hai era vorbitoare de ucraineană (97,56%), existând în minoritate și vorbitori de rusă (2,03%).